# Merlas
Merlas és un municipi francès situat al departament de la Isèra i a la regió d'Alvèrnia-Roine-Alps. L'any 2007 tenia 470 habitants.

## Demografia

### Població
El 2007 la població de fet de Merlas era de 470 persones. Hi havia 181 famílies de les quals 41 eren unipersonals (12 homes vivint sols i 29 dones vivint soles), 45 parelles sense fills, 66 parelles amb fills i 29 famílies monoparentals amb fills.
La població ha evolucionat segons el següent gràfic:
Habitants censats

### Habitatges
El 2007 hi havia 264 habitatges, 188 eren l'habitatge principal de la família, 59 eren segones residències i 18 estaven desocupats. 256 eren cases i 6 eren apartaments. Dels 188 habitatges principals, 166 estaven ocupats pels seus propietaris, 19 estaven llogats i ocupats pels llogaters i 2 estaven cedits a títol gratuït; 1 tenia una cambra, 3 en tenien dues, 22 en tenien tres, 47 en tenien quatre i 115 en tenien cinc o més. 139 habitatges disposaven pel capbaix d'una plaça de pàrquing. A 71 habitatges hi havia un automòbil i a 104 n'hi havia dos o més.

### Piràmide de població
La piràmide de població per edats i sexe el 2009 era:
| Homes | Edats   | Dones |
| ----- | ------- | ----- |
| 0     | 95 o +  | 0     |
| 0     | 90 a 94 | 0     |
| 0     | 85 a 89 | 0     |
| 0     | 80 a 84 | 0     |
| 16    | 75 a 79 | 4     |
| 4     | 70 a 74 | 12    |
| 8     | 65 a 69 | 12    |
| 24    | 60 a 64 | 20    |
| 16    | 55 a 59 | 8     |
| 4     | 50 a 54 | 16    |
| 16    | 45 a 49 | 28    |
| 36    | 40 a 44 | 20    |
| 4     | 35 a 39 | 12    |
| 4     | 30 a 34 | 0     |
| 12    | 25 a 29 | 4     |
| 16    | 20 a 24 | 8     |
| 28    | 15 a 19 | 16    |
| 8     | 10 a 14 | 16    |
| 4     | 5 a 9   | 20    |
| 8     | 0 a 4   | 4     |

## Economia
El 2007 la població en edat de treballar era de 296 persones, 219 eren actives i 77 eren inactives. De les 219 persones actives 203 estaven ocupades (107 homes i 96 dones) i 15 estaven aturades (7 homes i 8 dones). De les 77 persones inactives 27 estaven jubilades, 25 estaven estudiant i 25 estaven classificades com a «altres inactius».

### Ingressos
El 2009 a Merlas hi havia 197 unitats fiscals que integraven 497,5 persones, la mediana anual d'ingressos fiscals per persona era de 18.913 €.

### Activitats econòmiques
Dels 19 establiments que hi havia el 2007, 1 era d'una empresa alimentària, 4 d'empreses de fabricació d'altres productes industrials, 6 d'empreses de construcció, 2 d'empreses de comerç i reparació d'automòbils, 1 d'una empresa de transport, 4 d'empreses d'hostatgeria i restauració i 1 d'una empresa de serveis.
Dels 9 establiments de servei als particulars que hi havia el 2009, 1 era un paleta, 2 lampisteries, 2 electricistes i 4 restaurants.
L'únic establiment comercial que hi havia el 2009 era una adrogueria.
L'any 2000 a Merlas hi havia 29 explotacions agrícoles que ocupaven un total de 448 hectàrees.

## Poblacions més properes
El següent diagrama mostra les poblacions més properes.